# Hyliota violacea
La hiliota violácea (Hyliota violacea) es una especie de ave paseriforme de la familia Hyliotidae propia del África occidental y central.

## Distribución y hábitat
Se la encuentra en Benín, Camerún, República Centroafricana, República del Congo, República Democrática del Congo, Costa de Marfil, Guinea Ecuatorial, Gabón, Ghana, Guinea, Liberia, Nigeria, Ruanda, Sierra Leona y Togo.
Su hábitat natural son los bosques secos tropicales y los bosques bajos húmedos tropicales.